# Ziarnojadek moczarowy
Ziarnojadek moczarowy (Sporophila ruficollis) – gatunek małego ptaka z rodziny tanagrowatych (Thraupidae). Występuje w środkowej części Ameryki Południowej. Waży średnio około 9 g. Bliski zagrożenia wyginięciem.

## Taksonomia
Gatunek ten został po raz pierwszy opisany przez Jeana Cabanisa w 1851 roku. Holotyp pochodził z Montevideo w Urugwaju. Nie wyróżnia się podgatunków.

## Występowanie i środowisko
Ziarnojadek moczarowy rozmnaża się na łąkach i suchych sawannach obszarów północnej Argentyny, Boliwii, południowej Brazylii, Paragwaju i Urugwaju. Występuje do wysokości około 1200 m n.p.m. Migruje na niewielkie odległości na północ od zasięgu lęgowego.

## Status i ochrona
W Czerwonej księdze gatunków zagrożonych IUCN ziarnojadek moczarowy klasyfikowany jest jako gatunek bliski zagrożenia (NT, Near Threatened) nieprzerwanie od 1988 roku. Liczebność populacji nie została oszacowana, ale ptak ten opisywany jest jako dość pospolity, ale rozmieszczony plamowo. Szacuje się, że populacja systematycznie maleje z powodu zawężania się i zanikania jego naturalnego siedliska oraz wyłapywania ptaków w celach ich sprzedaży hodowcom.
BirdLife International wymienia 69 ostoi ptaków IBA, w których ten gatunek występuje, są to m.in.: w Argentynie – Park Narodowy Ansenuza, Park Narodowy Chaco, Park Narodowy Mburucuyá i Park Narodowy El Palmar, w Urugwaju – łąki i bagna w dorzeczu Río Negro, łąki Bella Unión, a w Boliwii – Estacion Biosferica del Beni, Park Narodowy Kaa-Iya.